# Чолтово
Чолтово (слч. Čoltovo) насељено је мјесто са административним статусом сеоске општине (слч. obec) у округу Рожњава, у Кошичком крају, Словачка Република.

## Становништво
| Година:    | 1994. | 2004.    | 2014.   | 2024.   |
| ---------- | ----- | -------- | ------- | ------- |
| Број људи: | 421   | 470      | 484     | 470     |
| Разлика:   |       | +11,63 % | +2,97 % | -2,89 % |

| Година:    | 2023. | 2024. |
| ---------- | ----- | ----- |
| Број људи: | 470   | 470   |
| Разлика:   |       | +0 %  |

Према подацима о броју становника из 2011. године насеље је имало 485 становника.